# 타코클라인

태양의 내부 회전. 외곽의 대류 영역에서는 차등회전을 보여주는데 비해 안쪽의 복사 영역에서는 거의 일정한 회전 속도를 보여준다. 두 영역의 변화 지점을 타코클라인이라 일컫는다.

타코클라인(영어: Tachocline)은 태양 내부의 복사층과 그 바깥에서 차등회전하는 대류층 사이의 전이 영역이다. 표면에서부터 태양 반경의 3분의 1 깊이 지점에 있다. 이 영역에서는 매우 빠른 회전속도의 변화로 인해 강한 전단이 발생한다. 대류층은 극지역에서는 느리게 회전하고 적도 지역에서는 빠르게 회전하는 일반적인 유체로서 회전한다. 복사층은 강체 회전을 보이는데, 아마도 화석 자기장 때문일 것이다. 내부 회전속도는 중위도, 즉 느리게 회전하는 극지역과 빠르게 회전하는 적도지역 사이의 속도와 거의 일치한다. 태양지진학에 대한 최근의 연구결과들은 타코클라인이 (중심으로부터)태양 반경의 대략 0.70배 지점에 위치해 있으며 태양 반경의 0.04배의 두께를 지닌다는 것을 시사한다. 이는 이 영역이 대규모의 자기장들이 형성되어 매우 큰 전단 곡선을 가진다는 것을 의미한다. 타코클라인의 형태와 폭은 약한 폴로이달 자기장에서 훨씬 강력한 토로이달 자기장의 형성을 해결함으로써 태양 다이나모 모형에서 중요한 역할을 한다. 타코클라인이라는 용어는 에드워드 슈피겔과 장폴 잔이 바다의 수온약층(thermocline)과 유사하다 여겨 1992년 논문에서 처음으로 사용하였다.

태양의 내부 구조 그림

| · 쌀알무늬 · 흑점 · 광구 · 채층 | · 대류층 · 복사층 · 타코클라인 · 태양 중심핵 | · 코로나 · 플레어 · 홍염 · 태양풍 |